# Plinio Corrêa de Oliveira

Plinio Corrêa de Oliveira

Plinio Corrêa de Oliveira (* 13. Dezember 1908 in São Paulo; † 3. Oktober 1995 in São Paulo) war ein katholisch-konservativer brasilianischer Politiker und Publizist.

## Leben
1932 gründete Plinio Corrêa de Oliveira zusammen mit Alceu Amoroso Lima und Heitor da Silva Costa und von Kardinal-Erzbischof Sebastião Leme da Silveira Cintra gefördert, die Katholische Wahlliga. Plinio Corrêa de Oliveira wurde 1933 in die verfassunggebende Versammlung gewählt. Ab 1936 lehrte er an der katholischen Hochschule in São Paulo und trat als Publizist und Schriftsteller an die Öffentlichkeit. Ab März 1940 war er Präsident der Katholischen Aktion von São Paulo. Von 1935 bis 1947 war er der Chefredakteur der offiziösen Wochenzeitung des Erzbistums São Paulo, O Legionário. 1951 regte er die Gründung der katholischen Zeitschrift für Kultur und Politik Catolicismo an. Für diese schrieb er bis zu seinem Tod. Von 1968 bis 1990 schrieb er für die größte Tageszeitung Lateinamerikas, die Folha de S. Paulo. Sein erstes Buch war Em Defesa da Ação Católica (1943) (deutsch: In Verteidigung der Katholischen Aktion) mit einem Vorwort des damaligen Nuntius in Brasilien und späteren Kardinals Benedetto Aloisi Masella. Er ist außerdem Verfasser von neunzehn Büchern und Tausenden von Artikeln.
Zusammen mit Erzbischof Geraldo de Proença Sigaud, Bischof Antônio de Castro Mayer und dem Volkswirt Luiz Mendonça de Freitas schrieb er im Jahr 1960 das Buch Reforma Agrária: Questão de Consciência (deutsch: Bodenreform: Eine Gewissensfrage). Dieses Buch bezog Stellung gegen die damals in Brasilien zur Debatte stehenden Bodenreform und argumentierte auf der Basis der Soziallehre der katholischen Kirche von Papst Gregor XVI. bis Johannes XXIII.
Er trat als ein Verteidiger des Papsttums, der Kirche und des christlichen Abendlandes gegen die totalitären Systeme des Nationalsozialismus und des Kommunismus, gegen den aus seiner Sicht verderblichen Einfluss des „american way of life“ sowie gegen den Prozess der „Selbstzerstörung“ der katholischen Kirche auf. Zusammen mit anderen gründete er im Jahr 1960 die Sociedade Brasileira de Defesa da Tradição, Família e Propriedade (TFP) (deutsch: Brasilianische Gesellschaft zur Verteidigung von Tradition, Familie und Privateigentum). Auf seine Anregung hin entstanden in 26 Ländern auf allen fünf Kontinenten Organisationen mit entsprechenden Namen, die heute ein ausgedehntes Netz von Vereinigungen katholischer Prägung bilden, das sich dem – wie er es sah – gegen die christliche Zivilisation gerichteten „Revolutionsprozess“ entgegenstellt. Die Gesellschaften sind dem konservativen Flügel der katholischen Kirche zuzurechnen.
Seine Anhänger betrachten Plinio Corrêa de Oliveira als den Erben der gegenaufklärerischen Schule eines Joseph de Maistre, Louis-Gabriel-Ambroise de Bonald und Juan Donoso Cortés und einen der größten katholischen Denker des 20. Jahrhunderts. So meinte Juan Rodolfo Laise, ehemaliger Bischof vom Bistum San Luis in Argentinien: „Die Kirche und die Gegenrevolution brauchen Menschen des Schlages eines Franz von Assisi, eines Plinio Corrêa de Oliveira oder eines Pater Pio.“
Die von Plinio Corrêa de Oliveira gegründete TFP versucht in vielen Ländern, die Ideen ihres Gründers zu verwirklichen. In Deutschland existiert die Deutsche Gesellschaft zum Schutz von Tradition, Familie und Privateigentum, die mit der Deutschen Vereinigung für eine Christliche Kultur personell vernetzt ist. In Österreich gibt es einen entsprechenden Verein, die Österreichische Gesellschaft zum Schutze von Tradition, Familie und Privateigentum.

## Schriften in deutscher Übersetzung
- Unbemerkte ideologische Umwandlung und Dialog. São Paulo 1967.
- Revolution und Gegenrevolution. TFP-Büro Deutschland / Deutsche Vereinigung für eine Christliche Kultur, Frankfurt am Main 1996, ISBN 3-9804623-1-5.
- Kreuzweg. Deutsche Vereinigung für eine Christliche Kultur, Frankfurt am Main 1997, ISBN 3-9805070-3-3.
- Betrachtungen für die Karwoche und Kreuzweg. Deutsche Vereinigung für eine Christliche Kultur, Frankfurt am Main, 2. Aufl. 2003.
- Der Adel und die vergleichbaren traditionellen Eliten in den Ansprachen von Papst Pius XII. an das Patriziat und an den Adel von Rom. Österreichische Gesellschaft zum Schutz von Tradition, Familie und Privateigentum – TFP, Wien 2008, ISBN 978-3-9501846-1-7.